# 3 de dezembro
3 de dezembro é o 337.º dia do ano no calendário gregoriano (338.º em anos bissextos). Faltam 28 dias para acabar o ano.

## Eventos históricos

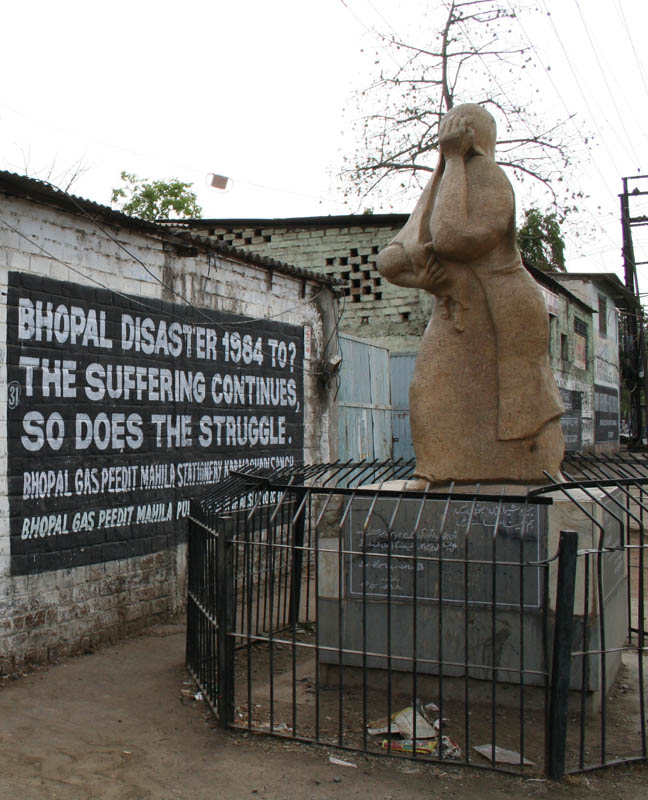
1984: Desastre de Bhopal

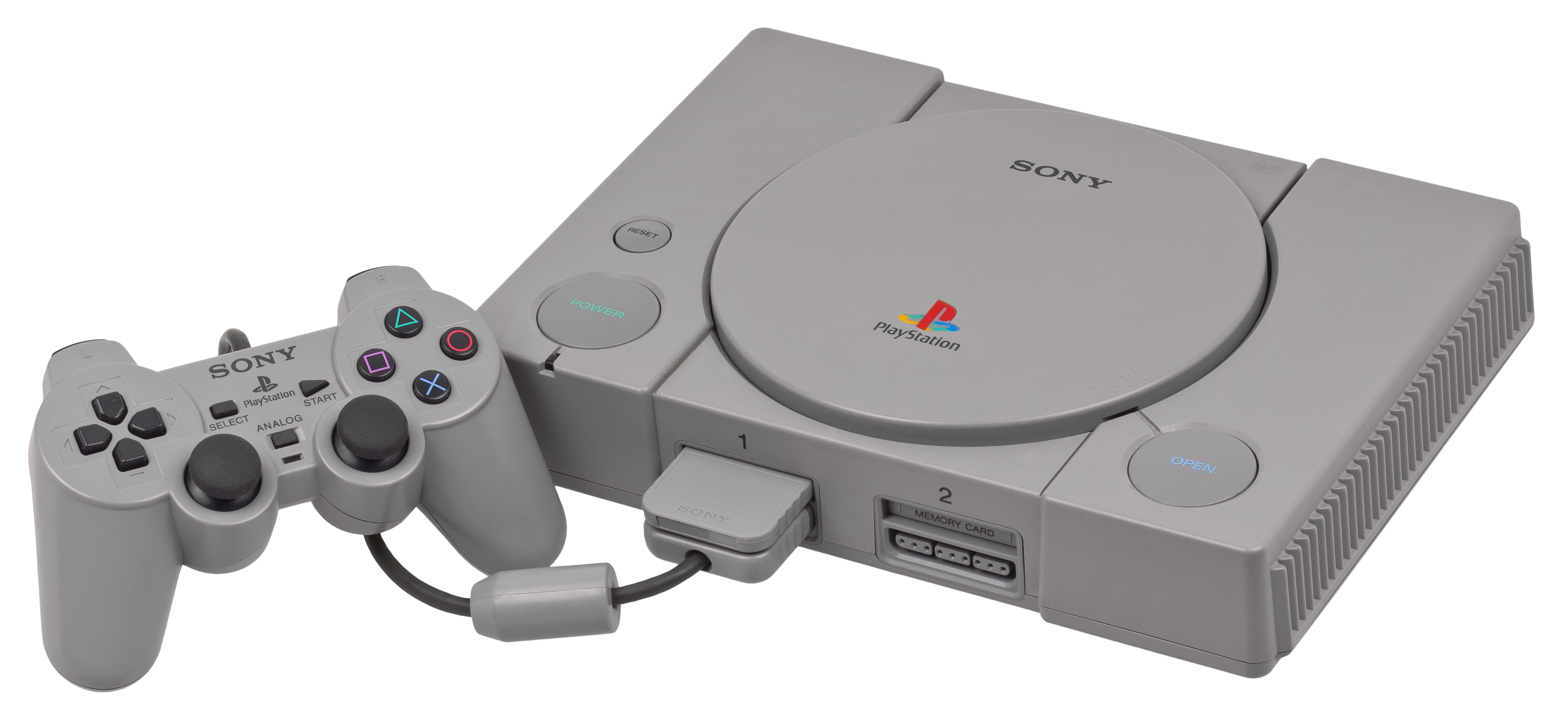
1994: Lançamento do PlayStation

- 0915 — O Papa João X coroa Berengário I da Itália como Sacro Imperador Romano.
- 1800 — Guerra da Segunda Coalizão: Batalha de Hohenlinden: o general francês Moreau derrota decisivamente o arquiduque João da Áustria, perto de Munique. Juntamente com a vitória anterior do primeiro cônsul Napoleão Bonaparte em Marengo, isso forçará os austríacos a assinar um armistício e terminar a guerra.
- 1825 — Van Diemens Land, hoje conhecida como Tasmânia, foi proclamada uma colônia do Império Britânico separada da Colônia de Nova Gales do Sul, tendo a partir de então seu próprio sistema judiciário e conselho legislativo.
- 1836 — Nas Espanha, as Cortes Gerais acordam em reconhecer as independência dos novos estados hispano-americanos.
- 1839 — Bula do Papa Gregório XVI condena e proíbe a escravidão de negros (v. Tráfico de escravos para o Brasil).
- 1854 — Batalha da Eureka Stockade: mais de 20 garimpeiros em Ballarat, Colônia de Vitória do Império Britânico, são mortos por soldados do Exército Britânico e da Polícia de Vitória, por terem realizado uma revolta por causa de licenças de mineração.
- 1854 — Abolida a escravidão no Peru.
- 1870 — O Manifesto Republicano é publicado pelo primeiro número do periódico A República, no Rio de Janeiro.
- 1904 — A lua joviana Himalia é descoberta por Charles Dillon Perrine no Observatório Lick da Califórnia.
- 1910 — A iluminação neon moderna é demonstrada pela primeira vez por Georges Claude no Salão Automóvel de Paris.
- 1912 — Bulgária, Grécia, Montenegro e Sérvia (a Liga Balcânica) assinam um armistício com o Império Otomano, interrompendo temporariamente a Primeira Guerra Balcânica.
- 1920 — Após quase 20 anos de planejamento e construção, incluindo dois desmoronamentos que causaram 89 mortes, a Ponte de Quebec foi aberta ao tráfego.
- 1920 — Após mais de um mês da Guerra Turco-Armênia, o Tratado de Alexandropol, ditado pela Turquia, é concluído.
- 1933 — Guerra do Chaco: Estigarribia cerca as 4.ª e 9.ª divisões bolivianas em Campo Vía.
- 1938
  - Em Santiago do Chile é inaugurado o Estádio Nacional de Chile. É onde a Seleção Chilena de Futebol e o Club Universidad de Chile mandar seus jogos.
  - A Alemanha nazista emite o Decreto sobre a Utilização de Propriedade Judaica, forçando os judeus a vender imóveis, negócios e ações abaixo do valor de mercado como parte da arianização.[1]
- 1959 — A atual bandeira de Singapura é adotada, seis meses depois de a ex-colónia se tornar autogovernada dentro do Império Britânico.
- 1963 — Criação da Base Aérea de Brasília.
- 1967 — O Doutor Christian Barnard realiza o primeiro transplante de coração, no Hospital Groote Schuur, na Cidade do Cabo, África do Sul.
- 1971 — A Guerra Indo-Paquistã de 1971: o Paquistão ataca oito bases indianas.
- 1973 — Programa Pioneer: o Pioneer 10 envia de volta as primeiras imagens em primeiro plano de Júpiter.
- 1979 — Revolução Iraniana: O aiatolá Ruhollah Khomeini se torna o primeiro líder supremo do Irã.
- 1984
  - Desastre de Bhopal: um vazamento de isocianato de metila de uma fábrica de pesticida da Union Carbide em Bhopal, na Índia, mata mais de 3 800 pessoas e fere de 150 000 a 600 000 outras em um dos piores desastres industriais da história.
  - O mangaka (cartunista) Akira Toriyama cria o personagem Son Goku, que surge pela primeira vez para o público nas páginas da revista Weekly Shōnen Jump, publicada pela Shueisha.[2]
- 1989 — Guerra Fria: em uma reunião na costa de Malta, o Presidente dos Estados Unidos George H.W. Bush e o Presidente da União Soviética Mikhail Gorbatchov divulgam declarações indicando que a Guerra Fria entre a OTAN e a União Soviética pode estar chegando ao fim.
- 1992 — Enviado o primeiro SMS, no Reino Unido, com o texto "Merry Christmas" em português "Feliz Natal.".
- 1994 — Lançado no Japão o console de jogos eletrônicos PlayStation, desenvolvido e comercializado pela Sony Interactive Entertainment.
- 1997 — Em Ottawa, Ontário, Canadá, representantes de 121 países assinam o Tratado de Ottawa que proíbe a fabricação e a implantação de minas terrestres antipessoais. Os Estados Unidos, a China e a Rússia não assinam o tratado.
- 1999 — A NASA perde contato de rádio com o Mars Polar Lander momentos antes da espaçonave entrar na atmosfera de Marte.
- 2007 — Austrália ratifica o Protocolo de Quioto, deixando os Estados Unidos "sozinhos" para também o ratificar.
- 2009 — Um atentado suicida em um hotel em Mogadíscio, Somália, mata 25 pessoas, incluindo três ministros do Governo Federal de Transição.
- 2012 — Pelo menos 475 pessoas morrem depois que o tufão Bopha chega às Filipinas.
- 2014 — A agência espacial japonesa, JAXA, lança o explorador espacial Hayabusa 2 do Centro Espacial de Tanegashima em uma missão de ida e volta de seis anos a um asteroide para coletar amostras de rochas.
- 2018 — Lançamento da Soyuz MS-11, primeiro voo tripulado do Programa Soyuz, desde o incidente com a Soyuz MS-10.[3]

## Nascimentos

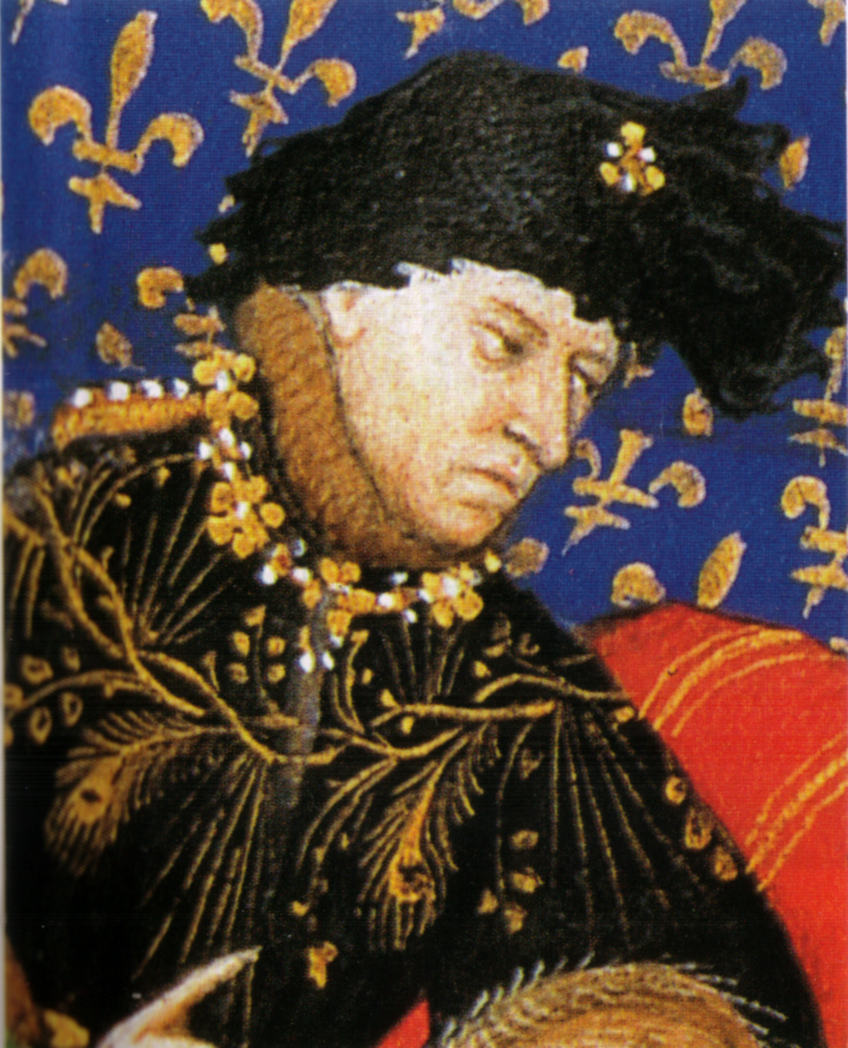
Carlos VI da França

Roberto Marinho

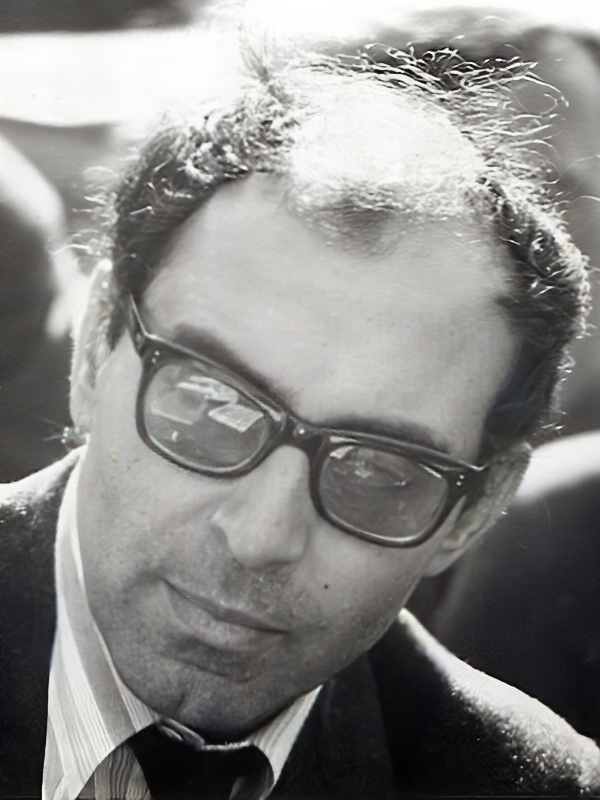
Jean-Luc Godard

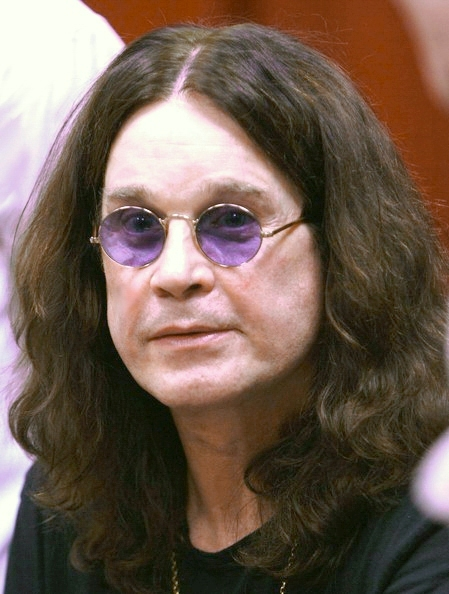
Ozzy Osbourne

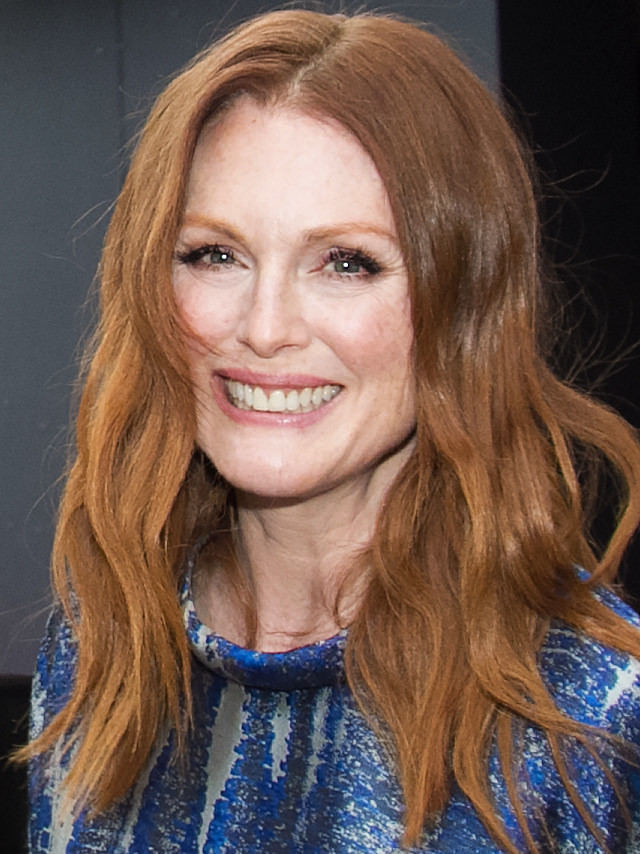
Julianne Moore

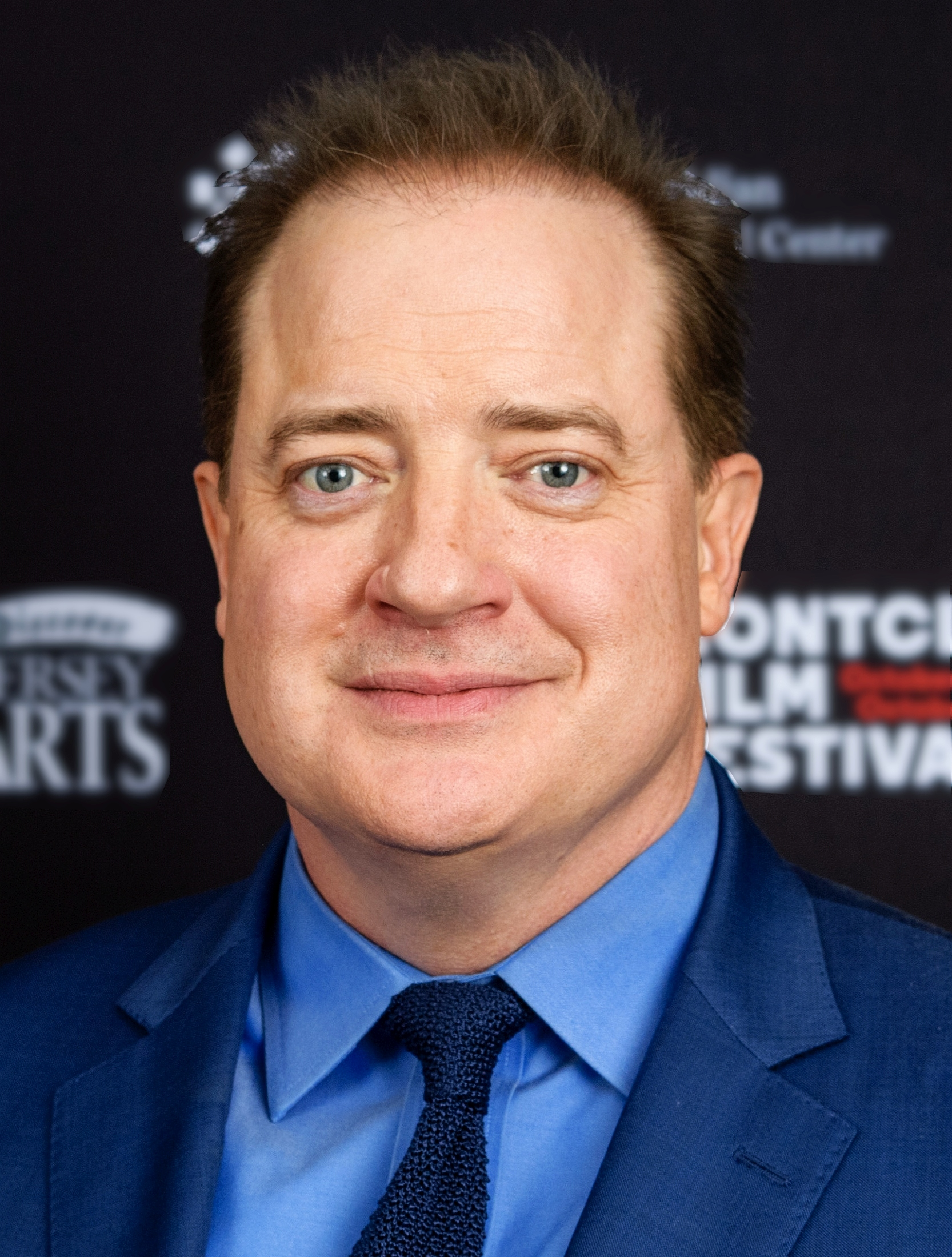
Brendan Fraser

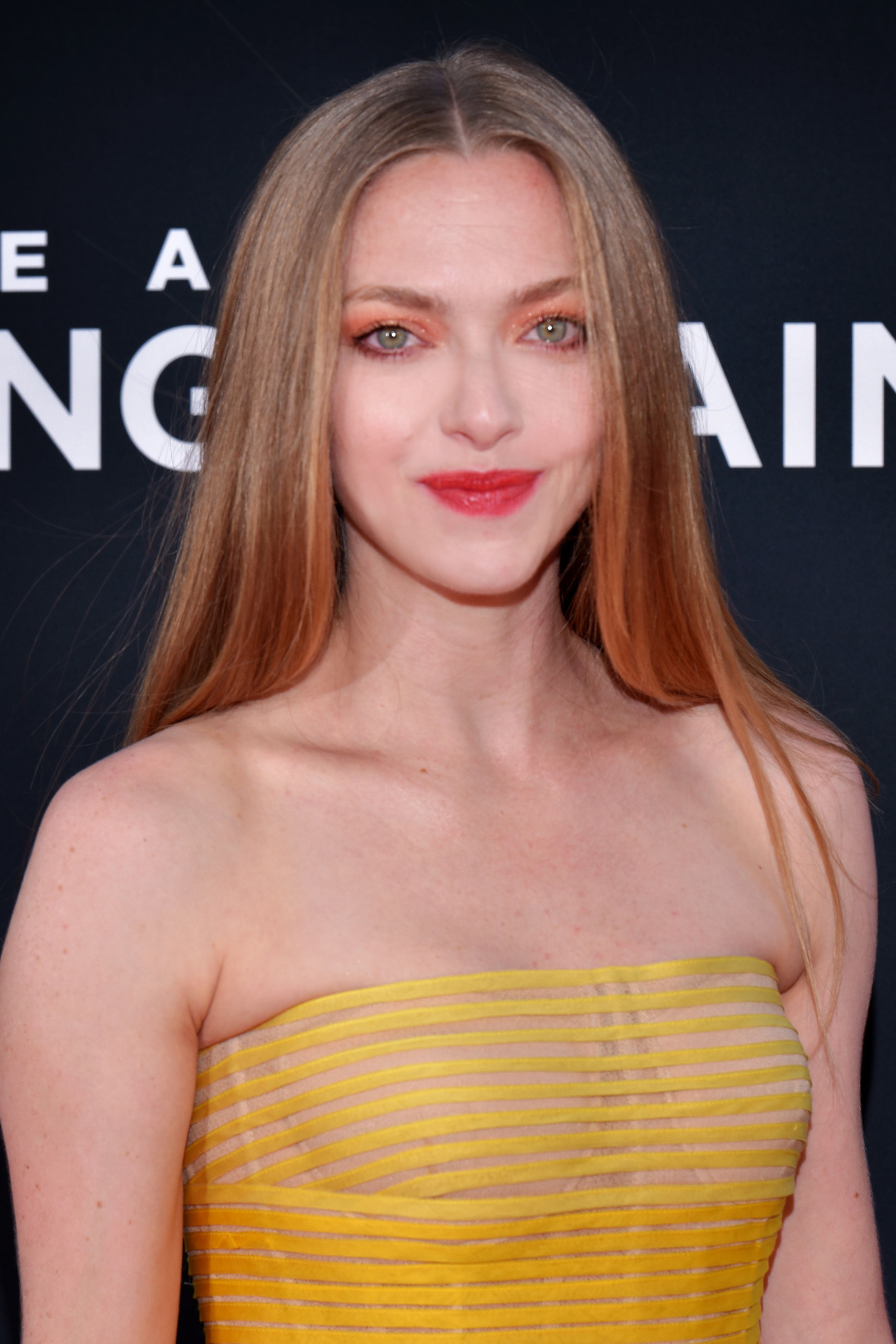
Amanda Seyfried

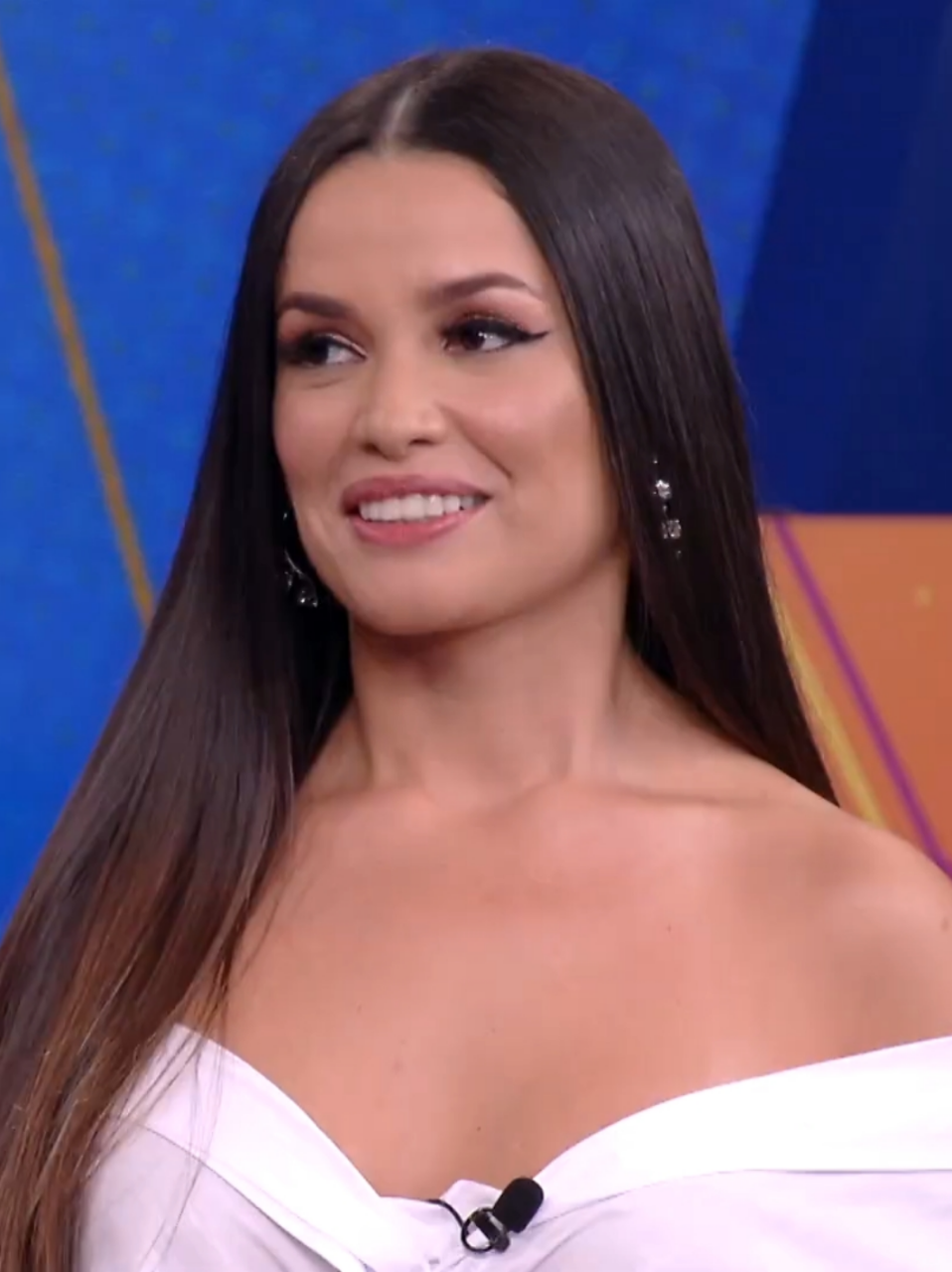
Juliette Freire

### Anteriores ao século XIX
- 1368 — Carlos VI de França (m. 1422).
- 1483 — Nicolaus von Amsdorf, reformador protestante alemão (m. 1565).
- 1729 — Antônio Soler, compositor erudito espanhol (m. 1783).
- 1753 — Samuel Crompton, inventor britânico (m. 1827).
- 1755 — Gilbert Stuart, pintor norte-americano (m. 1828).
- 1764 — Augusta de Brunswick-Wolfenbüttel (m. 1788).
- 1767 — Guido Marlière, militar francês (m. 1836).
- 1795 — Rowland Hill, professor e reformista britânico (m. 1879).
- 1800 — France Prešeren, escritor esloveno (m. 1849).

### Século XIX
- 1807 — Gamaliel Bailey, jornalista e editor norte-americano (m. 1859).
- 1818 — Max von Pettenkofer, químico alemão (m. 1901).
- 1820 — Xavier Montrouzier, zoólogo, entomólogo e botânico francês (m. 1897).
- 1830 — Frederic Leighton, pintor e escultor britânico (m. 1896).
- 1833 — Carlos Juan Finlay, médico e cientista cubano (m. 1915).
- 1836 — Adolf Lieben, químico austríaco (m. 1914).
- 1838 — Luísa da Prússia (m. 1923).
- 1842 — Ellen Swallow Richards, química industrial e ambiental americana (m. 1911).
- 1857
  - Joseph Conrad, escritor polonês (m. 1924).
  - Karl Koller, médico alemão (m. 1944).
- 1862 — Jules Renkin, político belga (m. 1934).
- 1869 — Slobodan Jovanović, político, historiador, sociólogo e crítico literário sérvio (m. 1958).
- 1880
  - Fedor von Bock, general alemão (m. 1945).
  - William Kinnear, canoísta britânico (m. 1974).
- 1884 — Rajendra Prasad, político indiano (m. 1963).
- 1885 — Miguel Costa, general brasileiro (m. 1959).
- 1886 — Karl Manne Georg Siegbahn, físico sueco (m. 1978).
- 1887 — Higashikuni Naruhiko, príncipe e político japonês (m. 1990).
- 1895 — Anna Freud, psicanalista austríaca (m. 1982).
- 1897 — André Marie, político francês (m. 1974).
- 1898 — Asbjørn Halvorsen, futebolista e treinador de futebol norueguês (m. 1955).
- 1899 — Hayato Ikeda, político japonês (m. 1965).
- 1900 — Richard Kuhn, químico alemão (m. 1967).

### Século XX

#### 1901–1950
- 1902 — Francisco Jambrina, ator e diretor espanhol (m. 1967).
- 1903 — Sydney Goldstein, matemático britânico (m. 1989).
- 1904
  - Roberto Marinho, jornalista e empresário brasileiro (m. 2003).
  - Edgar Moon, tenista australiano (m. 1976).
- 1908
  - Pedro da Grécia e Dinamarca (m. 1980).
  - Anna Sten, atriz ucraniana (m. 1993).
- 1911 — Nino Rota, compositor italiano (m. 1979).
- 1916 — Roger-Jean Le Nizerhy, ciclista francês (m. 1999).
- 1917 — Wilhelm Brasse, fotógrafo polonês (m. 2012).
- 1919 — Helen Walton, filantropa norte-americana (m. 2007).
- 1920
  - Danilo Alvim, futebolista e treinador de futebol brasileiro (m. 1996).
  - Cruzeiro Seixas, pintor e poeta português (m. 2020).
- 1923
  - José Bonifácio Coutinho Nogueira, político e empresário brasileiro (m. 2002).
  - Stjepan Bobek, futebolista croata (m. 2010).
- 1924
  - Roberto Mières, automobilista argentino (m. 2012).
  - John Backus, matemático e cientista da computação norte-americano (m. 2007).
- 1926 — Rinaldo Calheiros, cantor brasileiro (m. 2014).
- 1927 — Andy Williams, cantor e compositor norte-americano (m. 2012).
- 1930
  - Jean-Luc Godard, cineasta francês (m. 2022).
  - Frédéric Etsou-Nzabi-Bamungwabi, religioso congolês (m. 2007).
- 1931 — Franz Josef Degenhardt, cantor, compositor, escritor e advogado alemão (m. 2011).
- 1932
  - Corry Brokken, cantora e atriz neerlandesa (m. 2016).
  - Virginia Baxter, patinadora artística norte-americana (m. 2014).
- 1933 — Paul Crutzen, químico neerlandês (m. 2021).
- 1934
  - Viktor Gorbatko, cosmonauta russo (m. 2017).
  - Abimael Guzmán, terrorista peruano (m. 2021).
- 1936 — Alfred Uhry, dramaturgo e roteirista norte-americano.
- 1937
  - Morgan Llywelyn, escritora norte-americana.
  - Bobby Allison, ex-automobilista norte-americano (m. 2024).
- 1938 — Tibor Csernai, futebolista húngaro (m. 2012).
- 1940 — Manuela Ferreira Leite, política portuguesa.
- 1941 — Mary Alice, atriz norte-americana (m. 2022).
- 1942 — Pedro Rocha, futebolista e treinador de futebol uruguaio (m. 2013).
- 1944 — António Variações, músico português (m. 1984).
- 1945 — Luis Garisto, futebolista e treinador de futebol uruguaio (m. 2017).
- 1946
  - Joop Zoetemelk, ex-ciclista neerlandês.
  - Cristovão Bastos, pianista, compositor e arranjador brasileiro.
- 1948
  - Lulu, cantora, compositora, atriz e ex-modelo britânica.
  - Ozzy Osbourne, músico britânico (m. 2025).
- 1949
  - John Akii-Bua, atleta ugandês (m. 1997).
  - Heather Menzies, atriz canadense (m. 2017).
- 1950 — Asa Hutchinson, político norte-americano.

#### 1951–2000
- 1951
  - Rick Mears, ex-automobilista norte-americano.
  - Adilson Nascimento, jogador de basquete brasileiro (m. 2009).
  - Nikenike Vurobaravu, político e diplomata vanuatuense.
- 1952 — Benny Hinn, pastor, escritor, professor e televangelista israelense.
- 1953
  - Patrick Chamoiseau, cineasta, ator, produtor de cinema e roteirista francês.
  - Abdullah Mayouf, ex-futebolista kuwaitiano.
- 1955
  - Steven Culp, ator norte-americano.
  - Alberto Tarantini, ex-futebolista argentino.
  - Bernd Duvigneau, ex-canoísta alemão.
  - Bruce Fordyce, maratonista sul-africano.
  - Gilbert Glaus, ex-ciclista suíço.
- 1956 — Ewa Kopacz, médica e política polonesa.
- 1958 — Gilberto Barros, apresentador de televisão brasileiro.
- 1959 — Kathy Jordan, ex-tenista norte-americana.
- 1960
  - Daryl Hannah, atriz norte-americana.
  - Julianne Moore, atriz norte-americana.
  - Steven Swanson, astronauta norte-americano.
  - Renato Casagrande, político brasileiro.
- 1961 — Marcelo Fromer, músico brasileiro (m. 2001).
- 1962 — Alejandrina Sicilia Hernandez, ex-modelo venezuelana.
- 1963
  - Joe Lally, músico norte-americano.
  - Arthur Dapieve, jornalista e crítico musical brasileiro.
  - Steve Hegg, ex-ciclista norte-americano.
- 1965
  - Katarina Witt, ex-patinadora artística alemã.
  - Alyson Noël, escritora norte-americana.
  - Andrew Stanton, dublador, roteirista e animador norte-americano.
- 1966
  - Flemming Povlsen, ex-futebolista dinamarquês.
  - Monic Hendrickx, atriz neerlandesa.
- 1968
  - Brendan Fraser, ator norte-americano.
  - John DeBrito, futebolista norte-americano (m. 2020).
- 1970
  - Christian Karembeu, ex-futebolista francês.
  - Dirk Heinen, ex-futebolista alemão.
  - Janethe Fontes, escritora brasileira.
- 1971
  - Frank Sinclair, ex-futebolista e treinador de futebol jamaicano.
  - Henk Timmer, ex-futebolista neerlandês.
  - Keegan Connor Tracy, atriz canadense.
  - Heiko Herrlich, ex-futebolista e treinador de futebol alemão.
  - Ola Rapace, ator sueco.
- 1972
  - Ángel Andreo, ex-jogador de polo aquático espanhol.
  - Adriana Carmona, ex-taekwondista venezuelana.
- 1973
  - Holly Marie Combs, atriz norte-americana.
  - Bruno Campos, ator brasileiro.
- 1974
  - Albena Denkova, ex-patinadora artística búlgara.
  - Messan Ametekodo, ex-futebolista togolês.
  - Joe Madureira, desenhista e desenvolvedor de jogos norte-americano.
- 1975 — Luciano Siqueira de Oliveira, ex-futebolista brasileiro.
- 1977 — Dillon Battistini, automobilista britânico.
- 1979
  - Daniel Bedingfield, cantor e compositor britânico.
  - Björn Goldschmidt, canoísta alemão.
  - Tiffany Haddish, atriz norte-americana.
  - Sean Parker, empresário norte-americano.
- 1980
  - Anna Chlumsky, atriz norte-americana.
  - Fabio Coltorti, ex-futebolista suíço.
  - Zlata Filipović, escritora bósnia.
  - William Tiero, ex-futebolista ganês.
  - Jenna Dewan, atriz norte-americana.
- 1981
  - David Villa, ex-futebolista espanhol.
  - Edwin Valero, pugilista venezuelano (m. 2010).
  - Liza Lapira, atriz norte-americana.
  - Brian Bonsall, ator norte-americano.
- 1982
  - Michael Essien, ex-futebolista ganês.
  - Dascha Polanco, atriz dominicana.
  - Michel Gurfi, ator argentino.
- 1983 — Andy Grammer, cantor e compositor americano.
- 1984
  - Cosmin Moţi, ex-futebolista e treinador de futebol romeno.
  - Avraam Papadopoulos, ex-futebolista grego.
- 1985
  - László Cseh, nadador húngaro.
  - Amanda Seyfried, atriz, modelo e cantora norte-americana.
  - Nina Ansaroff, lutadora norte-americana de artes marciais mistas.
- 1987
  - Alicia Sacramone, ex-ginasta norte-americana.
  - Michael Angarano, ator norte-americano.
- 1988 — Keirrison, futebolista brasileiro.
- 1989
  - Ricardo Ferreira, futebolista português.
  - Juliette, advogada, cantora e maquiadora brasileira, ex-BBB.
  - Giovanna Matheus, ex-ginasta brasileira.
  - Miles Chamley-Watson, esgrimista norte-americano.
- 1990
  - Sharon Fichman, tenista canadense.
  - Christian Benteke, futebolista belga.
  - Serginho, futebolista brasileiro.
  - Nick Yelloly, automobilista britânico.
- 1991 — Felipe Gallegos, futebolista chileno.
- 1992
  - Daniel Abt, automobilista alemão.
  - Gkay, atriz e humorista brasileira.
- 1994
  - Jake T. Austin, ator norte-americano.
  - Antonín Barák, futebolista tcheco.
  - Bernarda Pera, tenista croata-americana.
  - Matthieu Vaxivière, automobilista francês.
- 1995
  - Anna Iriyama, cantora e atriz japonesa.
  - Timon Wellenreuther, futebolista alemão.
  - Franco Atchou, futebolista togolês.
- 1996 — Abbey Weitzeil, nadadora norte-americana.
- 1997 — Michael Norman, velocista norte-americano.
- 1998
  - Marcus Edwards, futebolista britânico.
  - Fernando Jorge, canoísta cubano.
- 2000 — Iru Khechanovi, cantora georgiana.

### Século XXI
- 2001 — Jake Jarman, ginasta artístico britânico.
- 2003 — Óscar Cortés, futebolista colombiano.
- 2004 — Leonardo Fornaroli, automobilista italiano.
- 2005 — Sverre Magno da Noruega.

## Mortes

### Anteriores ao século XIX
- 0311 — Diocleciano, imperador romano (n. 244).
- 1154 — Papa Anastácio IV (n. 1073).
- 1533 — Basílio III de Moscou (n. 1479).
- 1181 — Galgano Guidotti, santo católico italiano (n. 1148).
- 1552 — Francisco Xavier, missionário e santo católico português (n. 1506).
- 1789 — Claude Joseph Vernet, pintor francês (n. 1714).

### Século XIX
- 1815 — John Carroll, prelado jesuíta norte-americano (n. 1735).
- 1894 — Robert Louis Stevenson, escritor britânico (n. 1850).

### Século XX
- 1902 — Prudente de Morais, advogado e político brasileiro, 3.° presidente do Brasil (n. 1841).
- 1919 — Pierre-Auguste Renoir, pintor impressionista francês (n. 1841).
- 1939 — Luísa do Reino Unido, Princesa do Reino Unido e Duquesa de Argyll (n.1848)
- 1959 — Gustavo Barroso, escritor, jornalista e político brasileiro (n. 1888).
- 1960 — Antônio Silva, organista brasileiro (n. 1908).
- 1977 — Roland Caillaux, ator, artista e pintor francês (n. 1905).
- 1993 — Lewis Thomas, conselheiro de política e investigador norte-americano (n. 1913).
- 1999
  - Scatman John, músico estado-unidense (n. 1942).
  - Edmond Safra, banqueiro e magnata libanês (n. 1932).

### Século XXI
- 2001
  - Gerhart Riegner, filósofo e ativista alemão (n. 1911).
  - Josué Barbosa Lira, cantor evangélico brasileiro (n. 1933).
- 2002 — Glenn Quinn, ator irlandês (n. 1970).
- 2007 — Heloneida Studart, escritora, ensaísta, teatróloga, jornalista e política brasileira (n. 1932).
- 2009
  - Estêvão Cardoso de Avelar, religioso brasileiro (n. 1917).
  - Leila Lopes, atriz brasileira (n. 1959).
  - Richard Todd, ator irlandês (n. 1919).
- 2014 — Vicente Leñero, novelista mexicano (n. 1933).
- 2015
  - Scott Weiland, cantor norte-americano (n. 1967).
  - Tutuca, humorista brasileiro (n. 1932).
- 2019 — Carlos Amaral Dias, médico e professor português (n. 1946).
- 2021
  - Horst Eckel, futebolista alemão (n. 1932).
  - Momčilo Vukotić, futebolista e treinador de futebol sérvio (n. 1950).
- 2023 - Gil Brother, humorista brasileiro (n. 1957).

## Feriados e eventos cíclicos

### Internacional
- Dia internacional dos portadores de alergia crônica - Evento criado pelo órgão colegiado da Organização Mundial da Saúde.
- Dia internacional das pessoas com deficiência

### Brasil
- Dia do Delegado de Polícia
- Dia Nacional de Combate à Pirataria e à Biopirataria

### Cristianismo
- Abraão de Alexandria
- Francisco Xavier
- Gabriel de Constantinopla
- Lúcio da Bretanha

## Outros calendários
- No calendário romano era o 3.º dia (III) antes das nonas de dezembro.
- No calendário litúrgico tem a letra dominical A para o dia da semana.
- No calendário gregoriano a epacta do dia é xviii.